# بانک دانلاشمی
بانک دانلاشمی (انگلیسی: Dhanlaxmi Bank) شرکت خدمات مالی و بانکداری هندی است، که در سال ۱۹۲۷ تأسیس شد.